# Gare de Coat-Guégan
Gare de Coat-Guégan vasútállomás Franciaországban, Pont-Melvez településen.

## Vasútvonalak
Az állomást az alábbi vasútvonalak érintik:
- Guingamp-Carhaix-vasútvonal

## Kapcsolódó állomások
A vasútállomáshoz az alábbi állomások vannak a legközelebb:
- Gare de Moustéru (Gare de Guingamp, Guingamp-Carhaix-vasútvonal)
- Gare de Pont-Melvez (Gare de Carhaix, Guingamp-Carhaix-vasútvonal)